# Російські євреї (фільм)

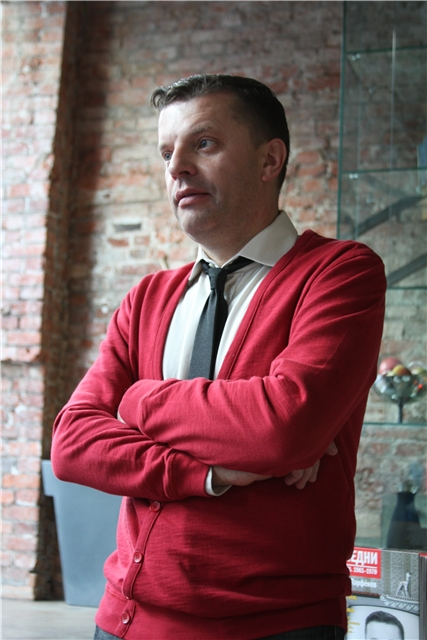
Леонід Парфьонов, автор фільму " «Російські євреї», продюсер, режисер, голос за кадром, журналіст та російський блогер

«Росі́йські євре́ї» (рос. Русские евреи) — документальна кінотрилогія Леоніда Парфьонова, в основу сюжету якої покладено розповідь про обрусілих євреїв як знаменитих таких як Троцький, Шагал, Ліля Брік, а також фільм розповідає про звичайних євреїв, соціальні умови та багато аспектів життя єврейських жителів терен Росії, України, Білорусі, Молдови, євреїв Російської Імперії та СРСР від часу поселення до недавнього часу 1990—2000 років. Зйомки трьох фільмів проходили в декількох країнах, зокрема, і в Україні. Світова прем'єра відбулася 14 квітня 2016 року.

## Зйомки та прем'єра

### Ідея фільму та реалізація
Плани створити фільм про євреїв та в загалі про якусь певну народність Росії в Леоніда Парфьонова проявилися давно. В своєму You Tube-каналі він згадує, що ідея зйомки фільму проявилася давно ще коли він знімав цикл програм «Портрет на Фоні» про феноменальних особистостей і він звернувя до Зиновія Гердта з цим питанням. Той в свою чергу відмовляв його сказали таку фразу « Не збирайде незабудки на цьому 8амінованому полі», але Парфьонов не послухався його та все ж зняв фільм про євреїв.
У 2013 році він сконтактувася з фондом Genesis (за порадою Михайла Фрідмана) який допоміг продюсувати цей фільм. Три фільми зайняли 3 роки роботи і після того як один фільм був зроблений він виходив на прокат в кіно зал. Також фільм доступний до перегляду на сайті фонду Genesis.23 квітня 2018 року фільм проявився у вільному доступі на YouTube каналі Леоніда Парфьонова «Парфенон».

### Місця Зйомок
Усі три частини фільму знімалися в декількох країнах. Так, в Першій Частині фільму є кадри з таких українських міст як Сатанів, Броди, Київ, Одеса. Зокрема ті самі міста фігурують в усіх трьох частинах а також можна побачити багато кадрів пейзажі України, де мешкали єврейські меншини. Парфьонов побував на колишньому бульварі Бібікова в Києві, біля статуї Дюку де Ришильє та був на Одеській набережній, на Сатанівському Єврейському Кладовищі, кафе Фанконі в Одесі де любив бувати Міша Япончик, біля Київського Обласного Апеляційного Суду та в багатьох інших місцях.
В Молдові пройшли зйомки в Кишиневі (Чуфлінська Церква та вулиці міста). Кадри з Молдовою фігурують в першій серії. Російські міста та пейзажі використовуються в усіх трьох частинах так було показано Москву, (зокрема це Дім-музей Левітана, Московське Метро, Красна площа, Дім Висоцького) Санкт-Петербург, Соловецький табір.
В Білорусії в Мінську показано (Дім з'їздів рад КП).
Також в усіх трьох фільмах є кадри з Ізраїлю. Зокрема, Парфьонов показує музей захопленої техніки в Тель-Авіві та багато інших кадрів з цього міста. Також фігурують в окремо взятих частинах такі країни як США, (друга частина); Мексика, (Мехіко, друга частина), Литва (Вільньюс, друга частина Дім Шагала та вулиці), Франція Париж(місця дії банди Яши Серебрянського, друга частина).

### Прем'єра та YOU TUBE
Прем'єра фільму фільму (першої серії) відбулася 14 квітня 2016 року в Москві. Згодом відбулись прем'єри фільму в кінотеатрах Ярославля, Санкт Петербургу,Єкатеринбургу та інших містах Росії.
Леонід Парфьонов презентував свіф фільм в США(Нью-Йорк), Україні(Одеса-2 липня, Києві), Німеччині, Грузії, Латвії, Білорусії та в інших містах та країнах. Під час кожного показу Парфьонов сам особисто відповідав на прес-конференціях, а також давав безліч інтерв'ю телеканалам, газета та інших медія-ЗМІ.
23 квітня Леонід Парфьонов виклав свій перший фільм в 10 спецвипуску програми «Парфннон» в якому він зробив анонс наступних програм, а також коротко розповів Історію та мету проекту. Парфьонов про фільм
```
"Це не про Єврейство взагалі, і навіть не про євреїв Російської Імперії і в Радянському Союзі взагалі ,а це про тих хто обрусівали. І в назві проекту "Російські" стоїть на першому місці, а євреї на другому. Це ті хто приходили і реалізували свою професіональну та особисту долю як російську..."
```

Вином програми було Просекко--
Villa Sandi, «Il Fresco», Prosecco.
Кожному фільму передував тизер і вони виходили в такому порядку:
1) Фільм перший «До Революції».
Тизер-19 квітня року;
Фільм — 23 квітня 2018 року
2)Фільм Другий «1918-1948»
Тизер — 26 квітня 2018 року
Фільм — 3 травня 2018 року
3)Фільм Третій «Після 1948»
Тизер — 5 травня 2018 року
Фільм — 8 травня 2018 року.

## Фільм Перший
«До Революції»
Перший фільм був представлений Леонідом Парфьоновим
в мережі You Tube і вином фільму став «Villa Sandi, „Il Fresco“, Prosecco.»
Починається фільм з вірша- звернення поета Ярослава Смілікова до поета Павла Антокольського:
```
"Сам я знаю , що гіркота є в усмішці моїй
Здрастуй, Павел Григорієвич Древнєруський єврей!"
```

Картина розповідає про те, як євреї поривали з традиційним укладом життя і досягали успіху в великих містах, стаючи знаменитими російськими музикантами, художниками і поетами, але при цьому більшість з них стикалися з утисками і насильством, в кінцевому рахунку вони встали в авангард боротьби з царською владою.
У фільмі використовується велика кількість графіки і анімації: за допомогою техніки--захоплення руху автори змусили «говорити» портрети і фотографії історичних осіб, а також анімували історичну добу.
Перші хвилини присвячені Києву та тій громаді міста яка посилилась в ньому за князя Святополка. Далі Повість іде в містечку Сатанів в яке приїхав Леонід Парфьонов та в якому показав синагогу, кладовище євреїв. Він Асоціює це місто з «містачками». В яких і проживали євреї і з яких потім вони перебиралися в міста. Парфьонов чітко перерахував чим займалися євреї на прикладі Сатанів а також змалював чому євреї ставали успішними бізнесменам та добивалися значних місць попри ярий Антисіонізм в Російській імперії.
У картині зачеплено такі аспекти:
- Смуга осілості та правовий статус євреїв;

- Єврейська Еміграція з Російської імперії;

- Соціальна драбина євреїв, професії та життя. Соціальна драбина показана на прикладі одеського єврейська. До нижчих ланок входили чистильники взуття, бендюжники трохи вище стояли портовий персонал далі чиновники і клерки ще далі юристи, лікарі та представники вільних професій. На вершині були зірки бізнесу, науки, культури;

- Аспекти культури та відмінності від титульної нації та місцевих жителів.

Одним з найцікавіших епізодів фільму є зміна фамілій та їхнього походження. Приклади зміни імені:
Слуцьк — Слуцький, Слуценко;
Шклов — Шклович;
Високе — Висоцький;
Турець — Турецький;
Татарськ — Татарський;
Свердли — Свердлов, Свердловський;
Броди — Бродський;
Також були такі німецькі міста які дали фамілій Новацій, Гінзберг. Інші фамілії-Лазарєв, Рубіештейн, Ландау.
Фільм залів і живопис Левітан та Парфьонов розповідає про нього та його біографію.
Одеса дала взагалі, свій, специфічний колорит та безліч талантів. В Одесі процвітала своєрідна єврейська культура. З неї пішла Блатна мова, там діяли обороні загони євреїв та банди, зокрема М. Япончика, романи типу «Золоте теля» та Південний стиль стали надовго використовувати в кіно, літературі.
Той факт що євреї мали квоту на навчання 5 % в школі і 50 % в приватних училищах (при умові що ти приведеш свого руского) обігрується в сцені прохання батька Леоніда Утьосова Йосиф Вайнзбейна до м'ясника.
Найяскравіше сцени звісно є анімовані до них належать:
- У фільмі використана вражаюча реконструкція танцю Іди Рубінштейн в образі Соломеї

- Говірки Портретів Катерини ІІ, Олександра II ; Максима Горького, Петра Столипіна, Ґірші Ґіршуні, Миколи II, Петра Столипіна та підсудного єврея Бейліса. Справа Бейліса за Парфьоновим є індикатором того як відноситься до євреїв перед першою світовою

- Відображені в фільмі дуже детально і погроми в Кишеневі. Погром в Кишиневі почався через слуху, що єврей, що заправляв каруселлю на ярмарку, прогнав з неї християнку з дитиною. Ні слова правди в цьому не було. Такі погроми змушували емігрувати Євреїв в США, Палестину.
- Показані анімовані сцени побуту євреїв, Європейського погрому, та слідчого ізолятора і камери по справі Бейліса.
- Використані Хроніки справи Бейліса та безлічі газет, статей, журналів, описів свідків подій та фото.

Далі перша частина переходить ц Революцією
1917 та фактами з нею пов'язаними.
Не обійшов фільм і тему вбивства Петра Столипіна, як зазначається в фільмі Столипін розумів єврейство бо довгий час навчався серед них і був лояльним до населення.
Столипін повторює цитату, сказану ним в 1906 році: "Євреї кидають бомби? А ви знаєте, в яких умовах живуть вони в Західному краї? Ви бачили єврейську бідноту? Якби я жив в таких умовах, може бути, і я став би кидати бомби ".
Цим пояснюється така активність євреїв в соціальній боротьбі та проти царизму.
Парфьонов заявив так, цитуючи власний опис вищезгаданого Сатанова. — Ця енергія яка накопичувалися виплеснулася усюди — в тому числі, в революцію «.
„Розумієте, неможливо було в XX столітті жити в Сатанові посеред 21 ткацької лавки, 21 бакалійної, двох винних, одного взуттєвого магазину і одного меблевого“.
Закінчується перша частина розвінчаннями міфу про самотність Леніна на узбережжі озера Розлив з Григорієм Зінов'євим в притулку-Шалаші. На кінець подається анекдотичний факт з таблицею „Класна Дама“, кімната з якою слугувала кабінетом Троцького та до 1927 року всюди у виданнях з цією фотографією так і писалося, а після 1927 року напис і фотографію почали видавати за фото кабінету Леніна. Закінчується фільм грамофоном записом голосу Леніна з призивом до Революції.

## Фільм Другий
„1918-1948“
Автор і ведучий попереджає, що „не треба покладати на фільм завдання наукової праці“. За словами Парфьонова, „сказати за всю Одесу не може жодне документальне кіно“, а він при зйомках орієнтувався на саму недосвідчену аудиторію.
Другий фільм вийшов у прокат 23 березня 2017 року. В мережу You Tube він увійшов у вільний прокат 3 травня 2018 року. Вином випуску стало вино Vitovska.
Оповідання у фільмі побудовано як висвітлення галереї портретів відомих євреїв: Льва Троцького і Якова Свердлова, Марка Шагала та Леоніда Утьосова, Ісаака Бабеля і Юрія Левітана. У стрічці фігурують і десятки інших прізвищ єврейських політичних діячів, музикантів, журналістів, режисерів і навіть диверсантів.
Фільм починається з вірша Ярослава Смілякова:
```
 " І в кафе на Трубній
Золотії Труби
Тільки ми входили 
Зверталися до нас
Здрастуйте,будь-ласка
Проходьте Люба
Залишайтесь з нами
Любка Фейгельман!!!"
```

Далі ідуть кадри з фільму Сергія Ейнзейншийна „Жовтень“ а саме кадри з взяти зимового палацу.
І далі йде продовження того що було в кінці першого фільму тобто революції. Революція продовжується і вона дає свої постаті партії які стають їхніми лідерами. Серед них і Лев Бернштейн Троцький народжений в Українській губернії, який вмів говорити на російській, інші та на українській мовах. Він стає вождем революції, створює Червону Армію та стає одним з лідерів партії. Усі лідери партії як це було прийнято в СРСР містяться на плакатах та так як і в Першому фільмі оживають і говорять.
Звуковий супровід включає не тільки радянські хіти 20-40-х років, а й рідкісну, автентичну аудіо-хроніку. Сам Леонід Парфьонов то залазить на дах будинку Шагала у Вільньосі, то катається на антикварному велосипеді по Двірцевій площі Петербурга. Щодо будинку Шагала то Леонід Парфьонов заліз на нього з метою показати як виглядало дитинство Шагала та як формувалися його смаки, творчість та особливий стиль картин. Згодом у фільмі показується анімований Шагал та Парфьонов показує як прикрашали авангардні Агіт-трамваї Вітебську.
Парфьонов примудрився зняти екшн сцену погоні на велосипеді, динамічно, жваво так що глядач повністю проникся цим. Сцена є погодженням історії про вбивство Мойсея Урицького поетом Леонідом Каннегіснром. Канигісер приїхав на Двірцеву Площу, Санкт-Петербург, для того щоб помститися за свого друга Володимира Перельцвейга. І здійснили вдало цей злочин він пробував втекти на велосипеді, хоча як припускає Парфьонов міг змішатися з натовпом та втекти.
Парфьонов сідає на велосипед з метою висвітлити факт вбивств вождів-євреїв та росіян комуністичної партії то ми ж євреями та росіянами. Після цього вбивства та замаху Фанні Каплан на Леніна пронеслася хвиля Червоного Терору. У фільмі Парфьонов розповідає про те, як Троцький міг захопити маси стає на Бронепоїзд та починає виголошувати промову. Це є прикладом його типовою манер втілюватись в історію та переносити її ближче до глядача.
Автор наводить приклади і єврейського духу до пристосувань. Так у 1934 році євреї становили 45 % серед керівного складу середньої та вищої ланки НКВД. Євреї могли бути працівниками КДБ, каральних органів, МВС, Поліції, а також буди членами партії, РЕВкомів. З іншого боку вистачало євреїв-артистів, євреїв-поетів, інженерів, художників, лікарів та взагалі вони були 4 нацією за кількістю населення в СРСР.Євреї були, по суті, частиною еліти радянського суспільства.
єврейський народ, і російський народ, і інші народи Радянського союзу винесені за дужки. За Леонідом Генадієвичом не існувало окремих народів а існував єдиний радянський. Зміна положення євреїв або зміна ставлення до них пов'язується виключно з діями влади. Так уже в третьому фільмі розкривається ідея антисемітизму та сіонізму, справи лікарів та створення держави Ізраїль. Парфьонов це робить бо розуміє, що євреї часто не відрізняли себе від євреїв та були, наприклад, в Москві другою титульною нацією та часто зливалися з першою(росіянами).
Теми події та особистості висвітлені в фільмі.
- Єврейська інтелігенція є основою фільму. Перечислені але ти.згадано маковського та його роман з Лілія Брік, його музей та співжиття з подружжям Бріків. Згадується доктор Левітан та партійний діяв Лазар Каганович. Особливе місце в фільмі виділено пісні працівників залізниці так званого „гімну Кагановича“.

- Особливе місце виділено євреям в історії ГУЛАГу, які брали участь в його побудові. Так, до його розбудови долучилися Генріх Ягода, колишній ув'язнений Нафталій Френкель, який запропонував. зробити так, щоб Соловки приносили дохід. У майбутньому його ідея розрослася до цілої системи Гулаг-економіки.

- Розвідка та спецслужби СРСР приймали багато євреїв у свої лави. Вони організували вбивство Петлюри (у фільмі не згадано), вбивство Кутєпова та інші зокрема вбивство Троцького.

- Не скинув фільм увагою і розкол в партії більшовиків та початок репресій.

- Культурний та розумовий вплив на життя населення євреїв важко переоцінити. Так Ісаак Дунаєвський створив „Цирковий марш“. Блантер--Футбольний марш». Також євреї зробили великий внесок у фізику, хімію. Згадано Сергія Ейзенштейна та його творчість.

- Не остання роль відводиться в фільмі роль євреїв у Другій Світовій

Проте в фільмі присутні деякі не точності так: Семен Кривошеїн не розбивав німецького генерала Гудеріана, як це стверджується у фільмі, навпаки, його корпус зазнав величезних втрат в липні 1941 року, а взяти реванш у Гудеріана, з яким він разом приймав відомий парад в Бресті у вересні 1939 року, Кривошеїну не довелося.
Закінчується фільм тим, що Парфьонов розповідає в Нью-Йорку про виступ Міхоела на івриті та переходить це всі воєнні слова до союзників в хроніку часів другої світової та йдуть під супроводом віршів київського єврея-кулеметника Семена Гудзенка у виконанні Володимира Висоцького.

## Фільм Третій
Після 1948
Третій фільм вийшов в 2017 році.
В You Tube фільм вийшов 7 травня 2018 року. Вином випуску стало Gravner Anfora Ribolla Gialla.
В інтернеті в третій частині фільму як і в попередніх викладені на каналі «Парфенон» передував проголог автора. Так він був довшим ніж в інших випусках і тривав більш ніж 20 хвилин. В ньому Леонід Парфьонов відповів на коментарі та розповів декілька історій зокрема про фільми які раніше зняв, про музику, уточнив нюанси щодо Речі Посполитої, національності Леніна.
За сюжетом дії фільму розвертаються в 1948- по наші дні.
Починається фільм з архівних кадрів після перемоги в другій світовій війні. Далі йде оповідь від закадрового голосу Леоніда Парфьонова в якій він пояснює чому змінилося відношення до євреїв в СРСР після перемоги. Це пояснюється ворожнечею з західними країнами, а також з незбувшимися надіями СРСР на побудову соціалістичної держави Ізраїлю.
В кіно велике місце і далі займають яскраві представники еліти єврейства. Зокрема Майя Плесецька, Володимир Висоцький;
Головна лінія змістилася на розкриття тем антисемітизму та юдофілії в СРСР та відношення євреїв як до свого життя в СРСР так і до новоствореної держави Ізраїль.
Деякий відрізок двогодинного часу було приділено створена нової держави Ізраїль та її становленню. У фільмі крім звичної анімації та графіки і кінокадрів було задіяно вперше скетчі з сім'єю звичайних громадян СРСР в кольорі.
В першій Сцені старий (дідусь) читає газету з новинами та відкрито радіє затриманню єврейських лікарів в справі лікарів. Сім'я сприймає цю новину спокійно. Друга сцена настає за газетою жінку середніх років (мама), вона читає з гордістю за країну новину про нових героїв країни, які допомагають розкрити шпигунів. Вся сім'я крім юнака який грає в шашки з дідусем радіє.
Сцена третя юнак читає про невинність євреїв. Сім'я в нерозуміння, юнак явно перебуває в подібному хвилюванні.
Можливим трактування сцени може бути зміна думки до євреї та расизму і нетерпимості з явно ворожої до толерантної. Другий висновок виглядає так, що влада користувалася в часи СРСР монополією на медіа а тому могли «тримати людей за дурнів».
Фільм повністю показав ницу позицію уряду Леоніда Брежнєва,Хрущова, Андропова які спекулювали на єврейському питані.
Також згадано дисидентів євреїв, які виступали проти вводу військ в Чехословаччину та задушення Празької весни. Наведені конкретні цифри еміграції євреїв в Ізраїль з СРСР
- 1971 —  13 000
- 1972 — 20 000

Не уникнути репресій влади проти деседентів та поетів зокрема Пастернака, Бродського, Литвинова. В фільмі вперше за час трилогії було взято Інтерв'ю в Анатолія Щеранського, Павла Литвинова, Александра Подрабігека та інших деседентів. Були наведені гучні справи та явища «Росія--Батьківщина Слонів», РозрядкаЛібералізація, вбивство Міхоелса,Яна Ротова, справа Абраама Терца та Андрія Синявського. Закінчується фільм піснею Володимира Висоцького про євреїв/семітів.

## Відомі Російські євреї
Слід сказати, що фільм розповідає про життя звичайних євреїв яких проживало мільйони на території Росії. Але найбільш Яскраві представники виділені окремо серед них:
- Троцький Лев Давидович

- Висоцький Володимир Семенович

- Плісецька Майя Михайлівна

- Голда Меїр

- Бронштейн Давид Іонович

- Утьосов Леонід Осипович

- Борис Пастернак

- Ліля Брік

- Левітан Ісаак Ілліч

- Левітан Юрій Борисович

- Марк Шагал

- Ойстрах Давид Федорович

- Яша Хейфец

- Дунаєвський Максим Ісаакович

- Френкель Нафталій Аронович

- Япончик Мишко

- Бродський Йосип Олександрович

- Каганович Лазар Мойсейович

- Бабель Ісак Еммануїлович

- Ягода Генріх Григорович

- Свердлов Яків Михайлович

- Карл Радек

- Жемчужина Поліна Семенівна